# Ортогоналност
Ортогонален (от гр.: orthos „прав“ + gōnos „ъгъл“) – „правоъгълен“ или „сключващ прав ъгъл с“. Синоним на думата от латински произход „перпендикулярен“.
Думата „ортогонален“ се среща в следните контексти:
- ортогонален базис – базис във векторното пространство, чиито елементи са ортогонални.

- ортогонални вектори – два елемента на векторно пространство се наричат ортогонални, когато тяхното скаларно произведение е равно на 0.

- ортогонално допълнение – за даден вектор във векторно пространство ортогоналното допълнение е множеството от всички вектори, които са ортогонални на дадения.

- ортогонални криви – казва се, че две криви са ортогонални, ако допирателните към тях в точката им на пресичане сключват прав ъгъл.

- ортогонална матрица – квадратна матрица А, за която е в сила, че транспонираната ѝ матрица АТ е равна на обратната ѝ А-1, което още означава, че ААТ = Е (E – единичната матрица).

- ортогонална проекция – точка се проектира ортогонално към права, когато проекцията сключва прав ъгъл с правата. При ортогонално проектиране проекцията е най-късата отсечка от точката към правата.

- ортогонални функции – система от функции {f1, f2, f3, ...}, интегруеми в интервала [a;b], такива че скаларното произведение {\displaystyle (f_{m},f_{n})=\int _{a}^{b}f_{m}(x)f_{n}(x)\,dx=0} при m ≠ n.